# 賓頭盧
賓頭盧（びんずる、Piṇḍola-Bhāradvāja, ピンドーラ・バーラドヴァージャ、音写：複数あり）は、釈迦の弟子の1人。獅子吼（ししく）第一と称される。十六羅漢の第一。バーラドヴァージャはバラモン十八姓の中の一つである。
漢訳では、賓頭盧跋羅堕闍（びんずるばらだじゃ）、賓頭盧突羅闍（びんずるとらじゃ）、賓頭盧頗羅堕（びんずるはらだ）、賓度羅跋囉惰闍（びんどらばらだじゃ）などと音写する。略称して賓頭盧（尊者）と呼ばれる。

## 出身
彼の出身･身辺は諸説ある。
1. ヴァンサ国、コーサンビー（もしくは城）のウダヤナ（優填、うでん）王の家臣で、王はその精勤なるを見て出家せしめたという。
2. もしくはその家臣の子で、幼時に仏教に帰依し、出家学道して沙彌（年少の比丘）となり、後に具足戒を受けて諸処に遊行伝道したという。

## 人物
博識であり慈悲深く十善を尊重し、阿羅漢果を得て神通力を得た。白髪長眉の相があったといわれる。
彼の説法が他の異論反論を許さずライオンのようであったため獅子吼第一といわれるようになった。優填王が仏教に帰依したのは、夫人の勧めという説もあるが、賓頭盧尊者の説法によるとも伝えられる。

## エピソード
釈迦仏がコーサンビーに在したある時、王は彼を尊重し、常に住して求法問訊した。ある時、賓頭盧尊者が起立して王を迎えなかったことを、不信楽のバラモンの大臣が見て悪心をもって王に告げると、王は「明日、まさに往くべし。もし起立せずば賓頭盧の命を奪うべし」といった。翌朝、賓頭盧尊者がはるかに王が来るのを見て便ち遠く迎え、先呼し、「善来大王」といった。王は「昨日はなぜ立って迎えなかった」と問うと、尊者は「汝の為なり」と答えた。王は「何が我が為か」と問うと、「昨日は善心をもって来られたが、今日は悪心をもって来られた、もし我が立たなければ、まさに我が命を奪うだろう。もし我が命を奪えば地獄に堕ちる。もし立って迎えれば、汝は王位を失うであろうが、むしろ王位を失うことになろうとも地獄に堕ちるようにすべきではない（寧當令失王位。不令墮地獄。）と考えたので起立して迎えた」と答えた。王は「いつ王位を失うのか」と問うと、「却って7日の後に必ず王位喪失す」と答えた。王は驚いて帰り、城を修治し集兵し警備した。しかし7日を過ぎても敵が現れず、尊者の言を否定し多くの采女（うねめ）と船に乗り遊戯したが、慰禅王国の波羅珠提王に捕えられ、7年間も禁固されたといわれる。
仏が成道して6年後、ラージャガハ（王舎城）において、賓頭盧が白衣に対し妄りに神通を現じて外道の嘲笑を招いたので、仏より、軽々しく神通を示現することを止めるように叱責された上、閻浮提（えんぶだい）に住することを許可せず、往って西瞿陀尼洲（西ゴーダニーヤ洲）を行化せしめられた。のち、閻浮提の四衆の請により、仏が賓頭盧の帰るのを許すも涅槃に入ることは許さなかったことから、永く南インドの摩利（マリ）山に住し、仏滅後の衆生を済度せしめ、末世の供養に応じて大福田となるといわれる。
賓頭盧は十六羅漢の第一に挙げられ、1000人の阿羅漢を所属し、西瞿陀尼洲（西ゴーダニーヤ洲）に住すといわれる。

## 各国での扱い

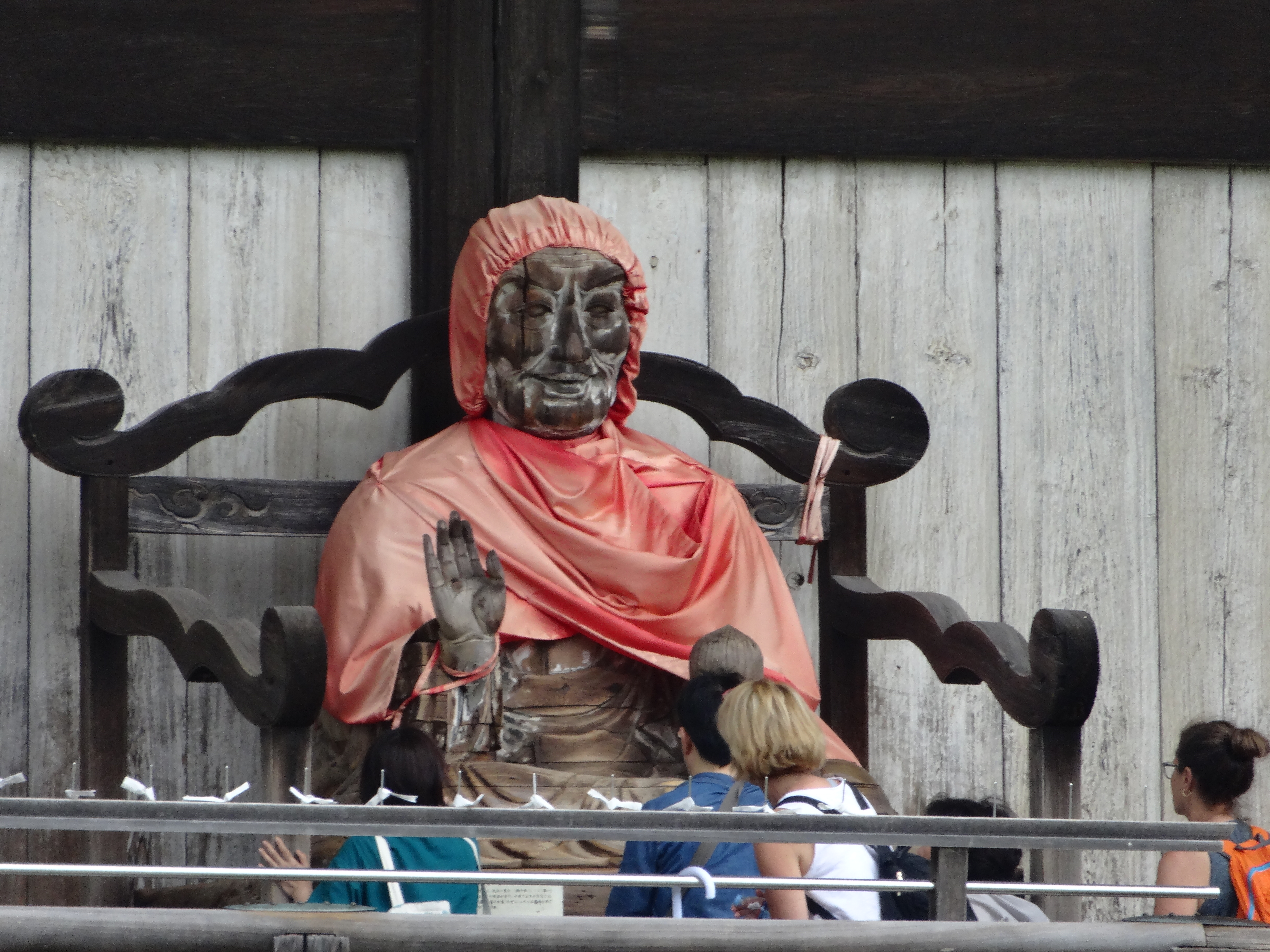
賓頭盧尊者像（東大寺大仏殿前）

- 中国では像を食堂（じきどう）に安置して祀った。
- 日本ではこの像を堂の前に置き、撫でると除病の功徳があるとされ、なで仏の風習が広がった。この像を「おびんづるさん（※上方では神仏も観音さん、えべっさんなどとさん付けで呼ばれる）」「おびんづるさま」と呼んで親しまれてきた。ことに、東大寺大仏殿や善光寺にある像が著名である。

## 参考画像

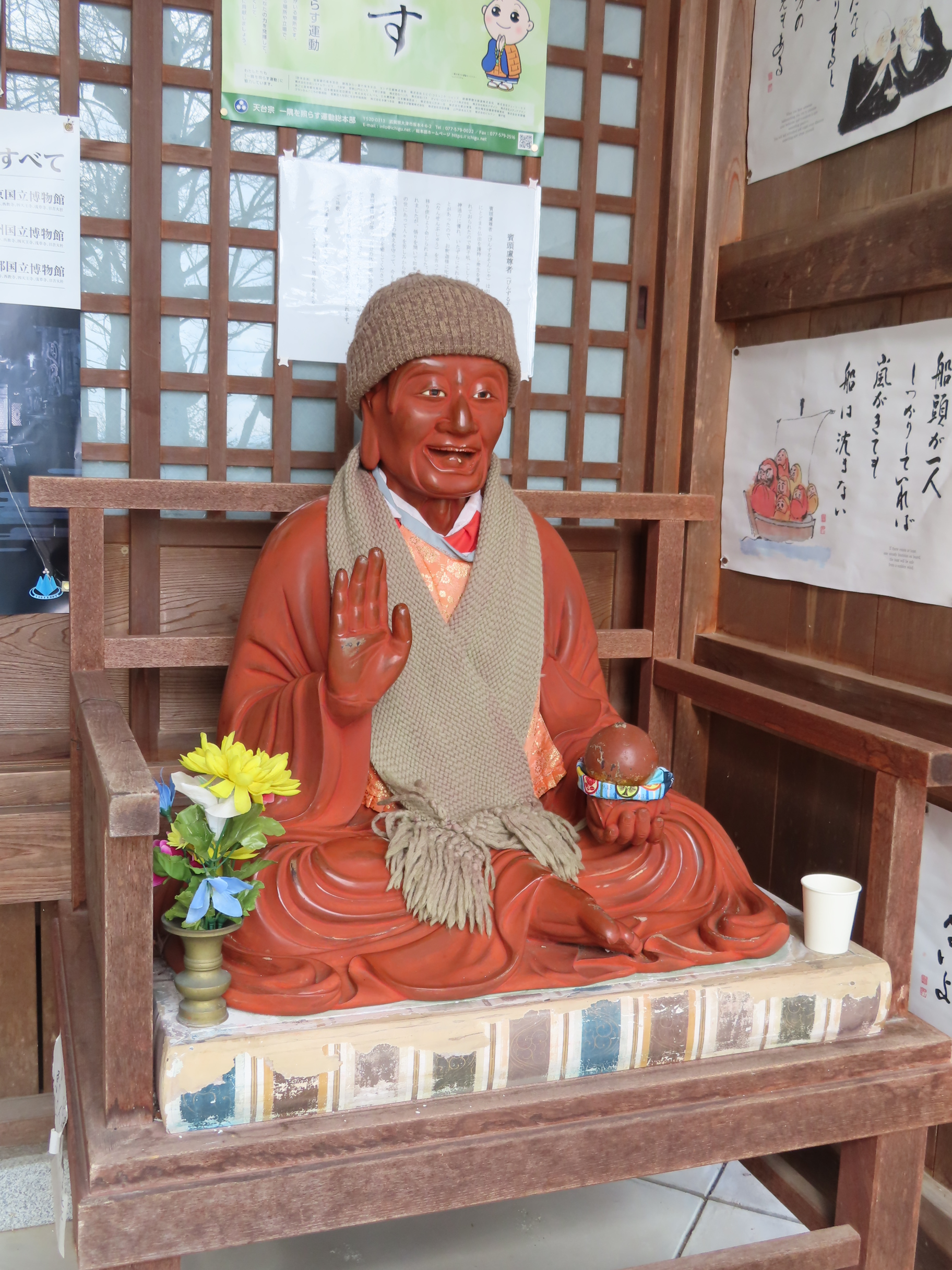
滋賀県東近江市成願寺
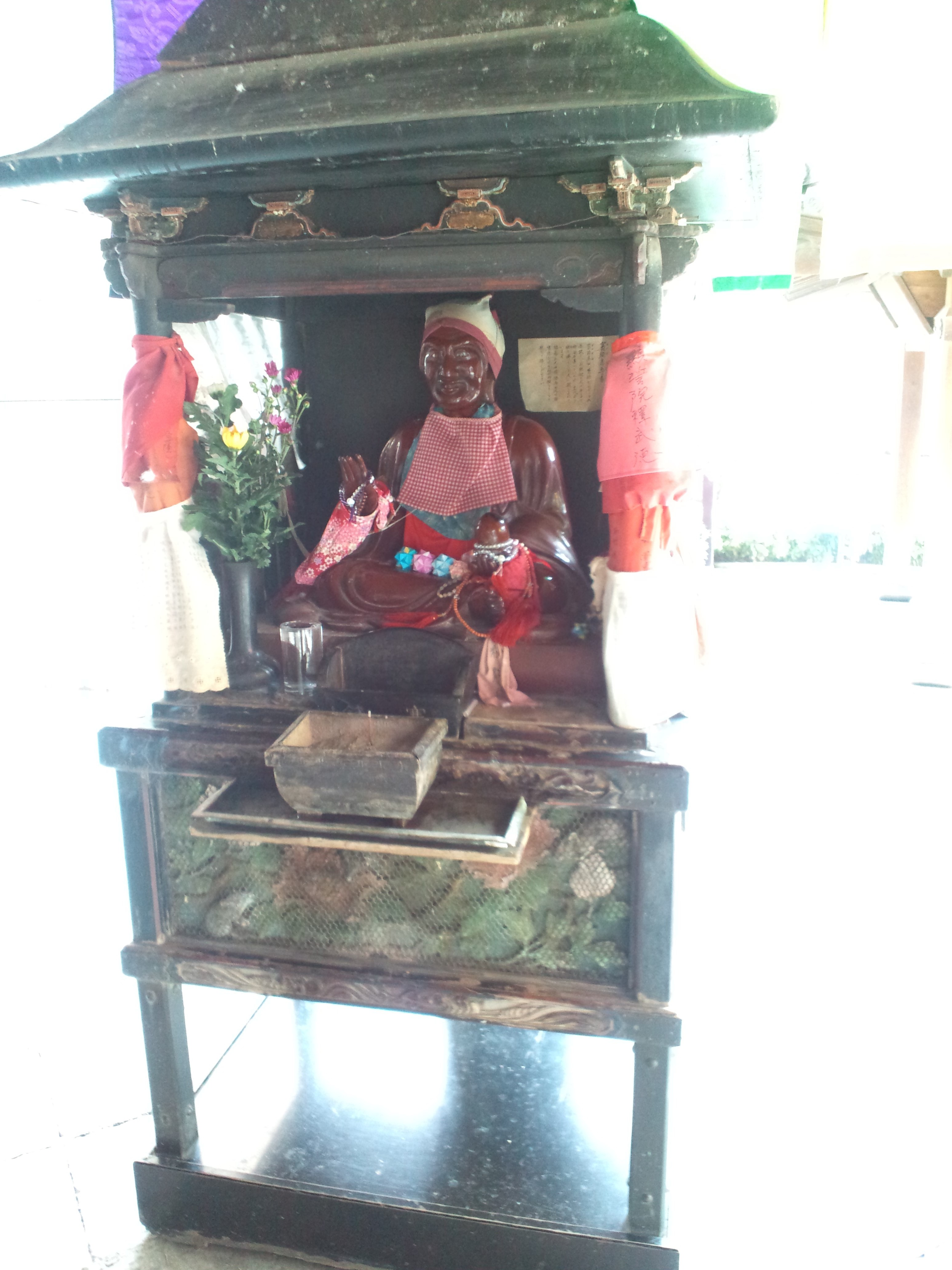
京都府京都市頂法寺
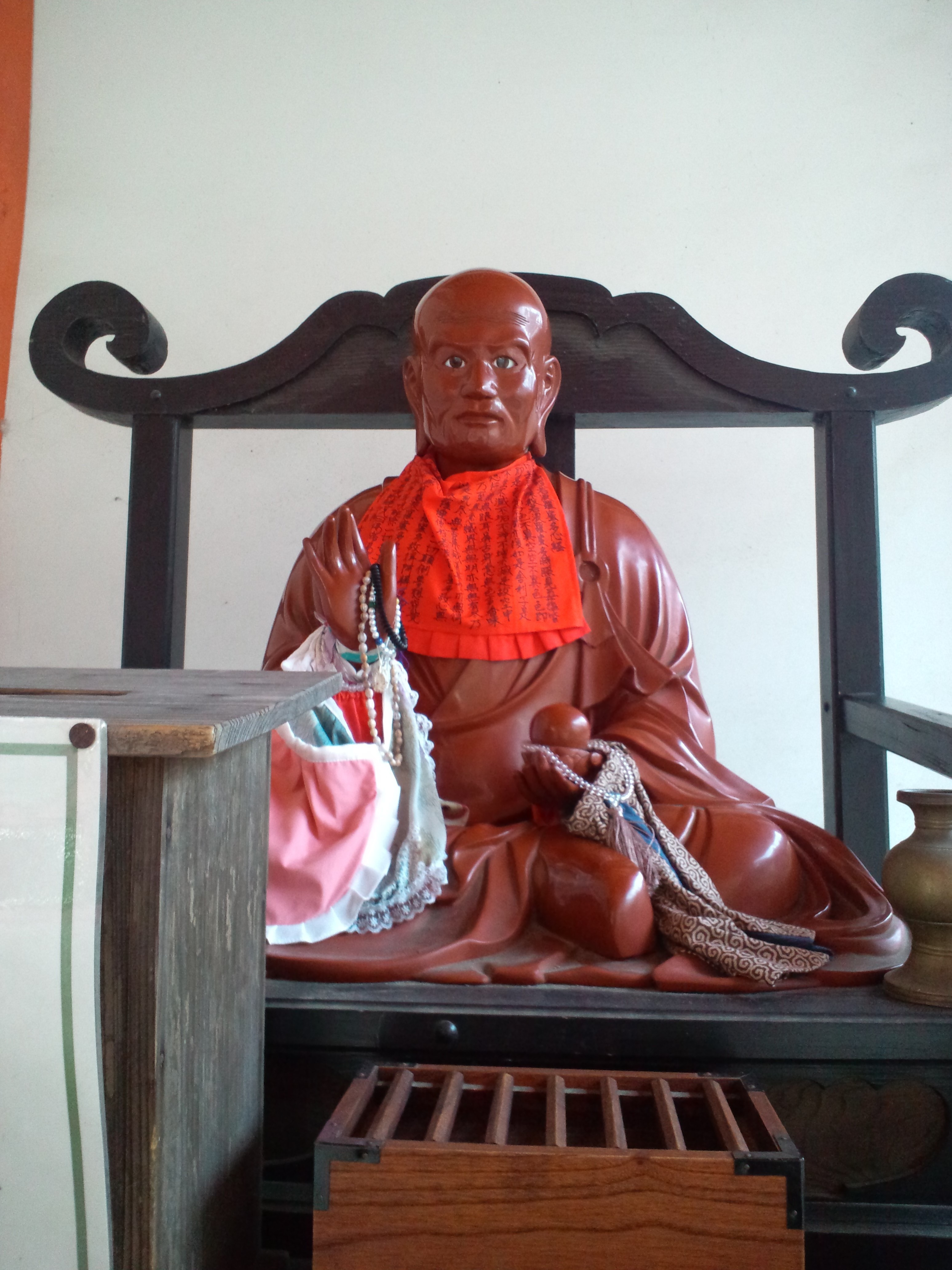
奈良県高取町南法華寺
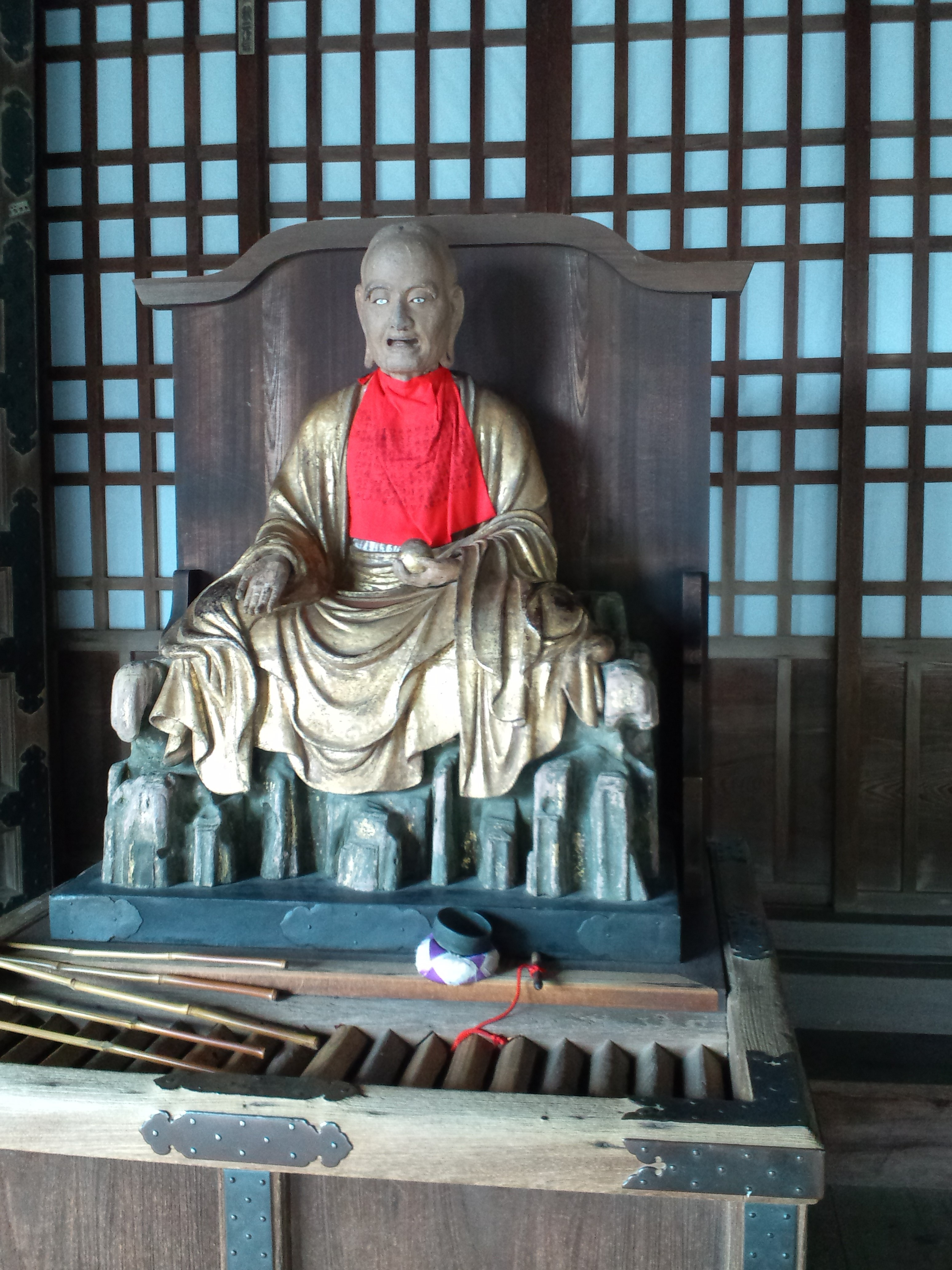
和歌山県紀の川市粉河寺